# Чоу, Джей
Чжоу Цзелунь (кит. трад. 周杰倫, упр. 周杰伦, пиньинь Zhōu Jiélún, хок.: Chiu Kia̍t-lûn; Джей Чоу, англ. Jay Chou; род. 18 января 1979) — тайваньский музыкант, продюсер, актёр, режиссёр, лауреат более двадцати международных музыкальных премий, в том числе многократный победитель World Music Awards, как самый продаваемый исполнитель в Китае в 2004, 2006, 2007 и 2008 годах. Один из самых популярных в мире азиатских исполнителей.
Получил классическое музыкальное образование. Сочиняет и исполняет музыку, соединяющую в себе современный западный и китайский стили, сочетая ритм-н-блюз, рок, поп, хип-хоп и даже кантри. Для описания его творчества на Тайване появилось понятие «стиль Чжоу» (трад. иероглифы: 周氏風格; пиньинь: zhōu shì fēnggé).
Чжоу Цзелунь поёт почти исключительно на литературном китайском языке гоюй. Однако, его нечёткую артикуляцию и специфическую «расслабленную» манеру некоторые критики называют «бормотанием». Певец заявляет, что не собирается ничего менять.

## Жизнь и карьера
Родился и вырос в городке Линькоу (林口鄉), уезд Тайбэй, Тайвань. Его родители были учителями средних школ: мать — Е Хуэймэй (кит. 叶惠美, пиньинь: Yè Huìměi), преподавала изобразительное искусство, а отец — Чжоу Яочжун (кит. 周耀中, пиньинь: Zhōu Yàozhōng), был биомедицинским научным сотрудником.
Мать заметила тягу Джея к музыке в возрасте трех лет и записала его на уроки игры на фортепиано. В детстве он заслушивался песнями из магнитофона, который он носил везде с собой. В третьем классе, Джей заинтересовался теорией музыки, а также начал посещать уроки виолончели. Он был единственным ребенком в семье и любил в свободное время играть на фортепиано, подражать телевизионным актёрам, а также выполнять фокусы. Его любимым композитором был и остается по сей день Шопен.
Родители Джея развелись, когда ему было 13 лет, что сделало его замкнутым ребёнком. Хотя у него были друзья, он часто предпочитает быть в одиночестве, слушая музыку и мечтая. В Тамканской средней школе он специализировался по классу фортепиано и виолончели. Он показал талант к импровизации, полюбил поп-музыку и начал писать песни.
Джей Чжоу окончил среднюю школу с оценками недостаточными для поступления в университет, таким образом он был готов к прохождению обязательной военной службе. Но тем не менее, спортивная травма вызванная тяжелой болью в спине в конце концов привела к болезни Бехтерева (наследственное заболевание, воспаление позвоночника). В результате, он был освобожден от воинской службы. В то же время, он начал работать в качестве официанта. С его знаниями игры на фортепиано, Джей и его друг попали в шоу талантов Super New Talent King. Джей играл на фортепиано для своего друга, чье пение называли «вшивым». Хотя они и не победили, руководитель шоу Джеки Ву, влиятельный человек в развлекательном бизнесе Тайваня, случайно взглянул на партитуру Чжоу и был впечатлен его талантом. Впоследствии Джеки Ву нанял Джея в качестве композитора в пару с начинающим поэтом Винсентом Фаном.
В течение следующих двух лет Джей писал песни для поп-артистов, а также обучался записи музыки и миксования звуков. Преданность Джея музыке была очевидна, поскольку он даже спал в музыкальной студии. Музыкальная студия позже была продана Alfa Music, и новый менеджер Ян Цзюньжун попросил Джея выпустить свой собственный альбом. Джей Чоу уже имел целый арсенал песен, которые он писал для других, но которые были отвергнуты. Среди этих песен Джей выбрал 10, которые он и включил в свой дебютный альбом Jay, выпущенный в 2000 году. Альбом создал ему репутацию одаренного певца и автора песен, стиль песен представлял собой смесь из R&B, рэпа и классической музыки. Слава о Джее быстро распространялась по всем странам региона, включая странах Юго-Восточной Азии, где проживали представители китайской диаспоры.
С 2000 года, Джей выпускает ежегодно по одному альбому, за исключением 2009 года. Всего было продано несколько миллионов его альбомов, кроме того Джей удостоен множества наград. В 2003 году он стал звездой журнала Time (Азиатская версия). Он провел четыре мировых тура, "The One" (2002), "Incomparable" (2004), "Jay Chou The World Tours" (2007–2008) и "The Era" (2010–2011), выступал в таких городах, как Тайбэй, Токио, Гонконг, Пекин, Куала-Лумпур, Сингапур, Лас-Вегас, Торонто и Ванкувер.
В отличие от большинства певцов, Джей имеет огромный творческий контроль над своей музыкой. Он не только композитор, но и продюсер всех своих альбомов, начиная с 2005 года он также является музыкальным директором.

## Студийные альбомы
| Дата релиза      | Название альбома                                  | Продажи в Азии (в миллионах) |     |
| ---------------- | ------------------------------------------------- | ---------------------------- | --- |
| 7 ноября, 2000   | Jay 周杰倫同名專輯                                | 1.1                          | 1.1 |
| 1 сентября, 2001 | Фантазия (Fantasy) 范特西                         | 2.8                          | 2.8 |
| 19 июля, 2002    | Восемь измерений (The Eight Dimensions) 八度空間  | 3                            | 3   |
| 31 июля, 2003    | Е Хуэймэй (Ye Hui Mei) 葉惠美                     | 3                            | 3   |
| 3 августа, 2004  | Аромат на семь ли (Common Jasmin Orange) 七里香   | 3-4                          | 3-4 |
| 1 ноября, 2005   | Ноябрьский Шопен (November’s Chopin) 十一月的蕭邦 | 3+                           | 3+  |
| 5 сентября, 2006 | Всё ещё фантазия (Still Fantasy) 依然范特西       | 3+                           | 3+  |
| 2 ноября, 2007   | Я очень занят (On the Run) 我很忙                 | 2.2                          | 2.2 |
| 14 октября, 2008 | Созвездие Козерога (Capricorn) 魔杰座             |                              |     |
| 18 мая, 2010     | Переходный период (The Era) 跨時代                |                              |     |
| 11 ноября, 2011  | Восклицательный знак (Exclamation Mark) 驚嘆號    |                              |     |
| 12 декабря, 2012 | 12 новых произведений (Opus 12) 十二新作          |                              |     |
| 26 декабря, 2014 | Айо, неплохо (Aiyo, Not Bad) 哎呦, 不錯哦         |                              |     |
| 24 июня, 2016    | Сказки на ночь ( Bedtime Stories) 床邊故事        |                              |     |

## Фильмография
| Год  |   | Русское название          | Оригинальное название | Роль                                    |
| ---- | - | ------------------------- | --------------------- | --------------------------------------- |
| 2003 | ф | В поисках Чжоу Цзелуня    | 尋找周杰倫            | играет себя                             |
| 2005 | ф | Экстремальные гонки       | 頭文字D               | Такуми Фудзивара                        |
| 2006 | ф | Проклятие золотого цветка | 滿城盡帶黃金甲        | Принц Цзао                              |
| 2007 | ф | Секрет                    | 不能說的秘密          | Е Сянлунь                               |
| 2008 | ф | Баскетбол в стиле Кунг-Фу | 功夫灌籃              | Фанг Шиджи                              |
| 2009 | ф | Охотник за сокровищами    | 刺陵                  | Цяо Фэй                                 |
| 2010 | ф | Настоящая легенда         | 蘇乞兒                | Бог ушу / Пьяный бог                    |
| 2011 | ф | Зелёный Шершень           | The Green Hornet      | Като                                    |
| 2011 | ф | Секрет 2                  | 不能說的秘密2         | Е Сянлунь                               |
| 2012 | ф | Экстремальные гонки 2     | 頭文字D2              | Такуми Фудзивара                        |
| 2012 | ф | Вирусный Фактор           | The Viral Factor      | -                                       |
| 2013 | ф | Крыша                     | 天台                  | Ланцзы Гао (浪子膏)/режиссёр, сценарист |
| 2016 | ф | Иллюзия обмана 2          | Now You See Me 2      | Ли（李）                                |